# Costa da Morte
Costa da Morte este o arie protejată (arie specială de conservare — SAC, sit de importanță comunitară — SCI) din Spania întinsă pe o suprafață de 11.809,36 ha, din care 41 % marine.

## Localizare
Centrul sitului Costa da Morte este situat la coordonatele 42°52′06″N 9°14′41″W / 42.8683°N 9.2448°V.

## Înființare
Situl Costa da Morte a fost declarat sit de importanță comunitară în decembrie 1997 pentru a proteja 3 specii de plante și 72 de specii de animale. Situl a fost protejat și ca arie specială de conservare în martie 2014.

## Biodiversitate
Situată în ecoregiunile atlantică și marină Atlantică, aria protejată conține 37 de habitate naturale: Pajiști cu Molinia pe soluri calcaroase, turboase sau argilos-nămoloase (Molinion caeruleae), Estuare, Salicornia și alte specii anuale care populează regiunile mlăștinoase și nisipoase, Pajiști uscate europene, Dune mobile de-a lungul țărmului cu Ammophila arenaria („dune albe”), Roci stâncoase cu vegetație pionieră de Sedo-Scleranthion sau Sedo albi-Veronicion dillenii, Pseudostepă cu ierburi și specii anuale de Thero-Brachypodietea, Tufărișuri halofile mediteraneene și termo-atlantice (Sarcocornetea fruticosi), Vegetație anuală la limita mareei, Dune mobile cu vegetație embrionară, Grohotișuri termofile și vest-mediteraneene, Pajiști umede mediteraneene cu ierburi înalte de Molinio-Holoschoenion, Izvoare petrifiante cu formare de travertin (Cratoneurion), Golfuri mici largi și golfuri puțin adânci, Mlaștini turboase de tranziție și turbării mișcătoare, Lagune de coastă, Dune cu vegetație ierboasă Malcolmietalia, Terase mlăștinoase și terase nisipoase neacoperite de apă la reflux, Păduri aluvionare cu Alnus glutinosa și Fraxinus excelsior (Alno-Padion, Alnion incanae, Salicion albae), Faleze cu vegetație de pe coastele atlantice și baltice, Bancuri de nisip acoperite în permanență slab de apă marină, Fânețe de joasă altitudine (Alopecurus pratensis, Sanguisorba officinalis), Dune de coastă fixe cu vegetație erbacee („dune gri”), Cursuri de apă de la nivel de câmpie la nivel montan, cu vegetație Ranunculion fluitantis și Callitricho-Batrachion, Dune cu tufărișuri sclerofile Cisto-Lavenduletalia, Depresiuni pe substraturi de turbă de Rhynchosporion, Pășuni atlantice udate de apa mării (Glauco-Puccinellietalia maritimae), Peșteri inaccesibile publicului, Pajiști umede atlantice temperate cu Erica ciliaris și Erica tetralix, Peșteri marine scufundate complet sau parțial, Liziere de ierburi înalte hidrofile de câmpie și de nivel montan până la alpin, Mlaștini calcaroase cu Cladium mariscus și specii de Caricion davallianae, Depresiuni intradunale umede, Recifuri, Pante stâncoase silicioase cu vegetație casmofită, Turbării active, Matorral arborescenți cu Laurus nobilis.
La baza desemnării sitului se află mai multe specii protejate:
- plante (3): Omphalodes littoralis, Rumex rupestris, Sphagnum pylaesii
- păsări (57): lăcar mare (Acrocephalus arundinaceus), pescăruș albastru (Alcedo atthis), rață lingurar (Anas clypeata), rață pitică (Anas crecca), rață fluierătoare (Anas penelope), rață mare (Anas platyrhynchos), rață pestriță (Anas strepera), stârc cenușiu (Ardea cinerea), stârc roșu (Ardea purpurea), pietruș (Arenaria interpres), ciuf de câmp (Asio flammeus), rața moțată (Aythya fuligula), Calidris alba, fugaci de țărm (Calidris alpina), Calidris canutus, Calidris maritima, Calonectris diomedea, caprimulg (Caprimulgus europaeus), prundăraș de sărătură (Charadrius alexandrinus), prundaș gulerat mare (Charadrius hiaticula), chirighiță neagră (Chlidonias niger), erete de stuf (Circus aeruginosus), erete cenușiu (Circus pygargus), egretă mică (Egretta garzetta), șoim de iarnă (Falco columbarius), șoim călător (Falco peregrinus), becațină comună (Gallinago gallinago), cufundar polar (Gavia arctica), cufundar mare (Gavia immer), scoicar (Haematopus ostralegus), Hydrobates pelagicus, pescăruș negricios (Larus fuscus), Larus michahellis, sitar de mal nordic (Limosa lapponica), sitar de mâl (Limosa limosa), ciocârlie de pădure (Lullula arborea), sula bassana (Morus bassanus), culic mare (Numenius arquata), Numenius phaeopus, Phalacrocorax aristotelis, cormoran mare (Phalacrocorax carbo), Phalacrocorax carbo sinensis, bătăuș (Philomachus pugnax), lopătar (Platalea leucorodia), ploier auriu (Pluvialis apricaria), ploier argintiu (Pluvialis squatarola), cresteț pestriț (Porzana porzana), Puffinus puffinus mauretanicus, Pyrrhocorax pyrrhocorax, Rissa tridactyla, chiră mică (Sterna albifrons), chiră de baltă (Sterna hirundo), chiră de mare (Sterna sandvicensis), silvie de tufiș (Sylvia undata), fluierar cu picioare verzi (Tringa nebularia), Uria aalge ibericus, nagâț (Vanellus vanellus)
- amfibieni (2): Chioglossa lusitanica, Discoglossus galganoi
- mamifere (7): Galemys pyrenaicus, vidră de râu (Lutra lutra), liliac comun (Myotis myotis), marsuin (Phocoena phocoena), liliacul mare cu potcoavă (Rhinolophus ferrumequinum), liliacul mic cu potcoavă (Rhinolophus hipposideros), delfin mare (Tursiops truncatus)
- nevertebrate (4): Coenagrion mercuriale, Elona quimperiana, Geomalacus maculosus, rădașcă (Lucanus cervus)
- pești (1): Petromyzon marinus
- reptile (1): Lacerta schreiberi

Pe lângă speciile protejate, pe teritoriul sitului au mai fost identificate 4 specii de păsări, 3 specii de amfibieni, 1 specie de mamifere, 2 specii de reptile.